# Abisara chela
Abisara chela är en fjärilsart som beskrevs av De Nicéville 1886. Abisara chela ingår i släktet Abisara och familjen Riodinidae. Inga underarter finns listade i Catalogue of Life.